# Knights of Cydonia
Ne doit pas être confondu avec Knights of Sidonia.
Singles de Muse
Starlight
(2006) Invincible
(2007)
Pistes de Black Holes & Revelations
Hoodoo
(10)
Knights of Cydonia est une chanson écrite et enregistrée par le groupe de rock britannique Muse pour leur quatrième album studio, Black Holes & Revelations, sorti en 2006. La chanson est diffusée pour la première fois sur la radio américaine KROQ le 6 juin 2006, et sur d'autres stations américaines à partir du 12 juin de la même année.
Knights of Cydonia est le troisième single de l'album, et débute à la dixième position dans les charts du Royaume-Uni. La chanson est classée onzième meilleure chanson britannique de tous les temps par XFM en 2010.

## Prestations live
La première performance publique s'effectue lors d'un événement organisé par la BBC Radio 1, One Big Week-End, au Camperdown Park de Dundee. Les chansons Supermassive Black Hole et Starlight, du même groupe, y sont également interprétées. Matthew Bellamy, le chanteur du groupe a, pendant la performance sur scène de Knights of Cydonia, une voix bien plus grave et claire que dans l'enregistrement studio. Dans plusieurs performances live récentes, Matthew, également guitariste du groupe, joue un solo de guitare à la fin de la chanson, ainsi que le coda de Space Dementia en tant que finale de la chanson.

## Caractéristiques
Il est à noter les influences musicales d'Ennio Morricone, Queen et Rage Against the Machine dans ce morceau enlevé. Le groupe l'introduit d'ailleurs sur scène par le morceau L'homme à l'harmonica de la bande originale du film Il était une fois dans l'Ouest, auquel le clip rend également hommage. Sur l'album et le DVD The Haarp tour, Live from Wembley, la chanson est introduite par cinq notes jouées deux fois à la guitare par Matthew Bellamy. Les cinéphiles avertis auront reconnu le riff de Rencontres du troisième type de Steven Spielberg, lors de la communication entre l'engin spatial et les scientifiques menés par François Truffaut.
Au delà de ces références extérieures au groupe, Knight of Cydonia est étroitement liée à l'histoire familiale de Matthew Bellamy. Son père, George Bellamy est le guitariste du groupe britannique The Tornados. Tim Wheeler du groupe Ash y voit plusieurs citations à la chanson la plus connue du groupe, Telstar, l'utilisation des guitares est en effet très caractéristique. D'une manière générale la chanson reprends, par son évocation d'une chevauchée, une autre musique de The Tornados, Ridin' the Wind.

## Clip vidéo
Le clip vidéo met en scène la lutte entre des personnages dans un décor de western post-apocalyptique qui se déroule en l'an 2081 dans lequel sont intégrées des allusions explicites à de nombreux films culte, et notamment aux films de la trilogie du dollar, de kung fu et à plusieurs films de science-fiction.

## Certifications
| Pays              | Certification | Unités certifiées |
| ----------------- | ------------- | ----------------- |
| États-Unis (RIAA) | Or            | 500 000           |
| Royaume-Uni (BPI) | Or            | 400 000           |

## Utilisation
Knights of Cydonia est également un des morceaux dans le jeu vidéo Guitar Hero III: Legends of Rock, ainsi que pour un documentaire sur la série télévisée Heroes, Heroes Unmasked, réalisé par la BBC, et une publicité annonçant la sortie en DVD du film 300 . Elle est aussi utilisée lors du trailer de lancement de Halo 5 : Guardians.
Le magazine XFM lance un grand sondage début 2010, cherchant à classer les « meilleures chansons du rock britannique de tous les temps », Knights of Cydonia se trouve à la onzième place de ce classement et à la quatrième place du classement des titres de la décennie 2000-2010.